# كانون إي أو إس 70 دي
كانون إي أو إس 70 دي (Canon EOS 70D)، كاميرا رقمية ذات عدسة أحادية عاكسة، أنتجتها شركة كانون.أعلن عنها في 2 يوليو 2013  لإستبدال كانون 60 دي وأصبحت متاحة في الأسواق في أواخر أغسطس 2013  وتكون متاحة أيضاً مع زووم EF-S 18-55mm f/3.5-5.6 IS STM أو مع زووم EF-S 18-135mm f/3.5-5.6 IS STM  وتمتاز كانون 70D بصور عالية الوضوح